# Magenta (barva)
Magenta (fuchsia) označuje červenou barvu s podílem fialové. Blízká je jí purpurová.
Magenta vznikne splynutím modrého a červeného světla v poměru 1 dílu plné červené a 1 dílu plné modré[rozpor], kvalitativně jde o čistou sytost barvy na barevníku mezi fialovou a červenou.
Barvivo fuchsin si nechal patentovat roku 1859 francouzský chemik François-Emmanuel Verguin a prodal je bratrům Renardovým. Název fuchsin je podle barvy květů fuchsie, rostliny pojmenované po německém botanikovi L. Fuchsovi, a zároveň slovní hříčkou, francouzské „Renard“ znamená liška, německy „Fuchs“. Jméno magenta získala barva ještě v tom samém roce 1859 na počest italsko-francouzského vítězství v bitvě u Magenty.